# Умиков, Нерсес Захарьевич
Нерсес Захарьевич Умиков (арм. Ներսես Զաքարի Ումիկով; 1865 − 12 февраля 1956) — врач-педиатр, инфекционист, Герой Социалистического Труда.

## Биография
Родился в армянской семье в 1865 году в Тифлисе Тифлисской губернии в Сололаки. Нерсес Умиков в 1891 году окончил медицинский факультет Императорского Харьковского университета, получив степень лекаря и звание уездного врача. Остался работать при университете в качестве ассистента кафедры гигиены.
С 1 января 1894 года по 1 марта 1895 года был зачислен сверхштатным младшим медицинским чиновником при Медицинском департаменте Министерства внутренних дел и прикомандирован к Императорской военно-Медицинской академии для усовершенствования в медицинских науках. С 1 марта 1895 года назначен врачом-интерном в Императорском С.-Петербургском воспитательном доме. Работал в Детской клинической больнице им. Зубалова. Летом 1894 г. заведовал временным земским холерным лазаретом на ст. Удельной Финляндской железной дороги, а с 20 августа по 20 октября 1894 года был командирован Медицинским департаментом в Витебскую губернию для борьбы с холерной эпидемией. Работу «К биологии фосфора» представил на соискание степени доктора медицины. В 1895 году получил ученую степень доктора медицины. Являясь членом правления общества по борьбе с туберкулёзом, участвовал в сборах средств в организации строительства санатория Абастумани. С 1913 года — штатный врач Закавказского девичьего института императора Николая I, в 1916 году также врач мужской гимназии в Тифлисе в чине коллежского асессора.
Предложил метод, позволяющий отличить женское молоко от коровьего, известный как «проба Умикова».
Отмечается, что А. Р. Лурия, изучавший отёчные болезни как один из видов голодания, связанного с потерей организмом азота, «принял во внимание работу Умикова от профессора А. Данилевского».
Рассматривая деятельность нервных клеток, профессор П. И. Ковалевский, ссылался «на таких физиологов, как В. Я. Данилевский, Н. З. Умиков, О. Лангендорф».
Воспоминания Н. З. Умикова о его студенческой жизни и врачебной деятельности в Харькове вошли в книгу «Історія в історіях : харківська вища медична школа у спогадах, документах і фотографіях» (2015), которая освещает «весь 210-летний путь развития высшей медицинской школы Харькова».

## Награды и звания
- Заслуженный деятель науки.

## Сочинения
- Умиков, Н. З. «К биологии фосфора»: дис. … доктора медицины / Н. З. Умиков. СПб., 1895
- «Диазореакция в моче грудных детей» Н. З. Умикова: Из Хим. лаб. Петерб. воспитательного дома. — Спб.: Тип. Я. Трей, 1897. — 34 с.; 20 см. — Отт. из журн. «Врача» N 40
- Умиков, Н. З. «Врачебное применение плодов, ягод и овощей с древнейших времён». Тбилиси, 1938
- «Плоды, ягоды, овощи, злаки и пряности. Из истории происхождения и врачебного применения их с древнейших времен до настоящего времени» / Н. З. Умиков, д-р мед. наук, заслуж. деятель науки. Тбилиси: Грузмедгиз, 1953
- «Плоды, ягоды, овощи, злаки и пряности: Из истории происхождения и врачебного применения» / Н. З. Умиков, д-р мед. наук, заслуж. деятель науки; [Предисл. заслуж. врача Груз. ССР И. С. Франгулян]. Тбилиси: изд. и тип. Грузмедгиза, 1947